# Mysłowice

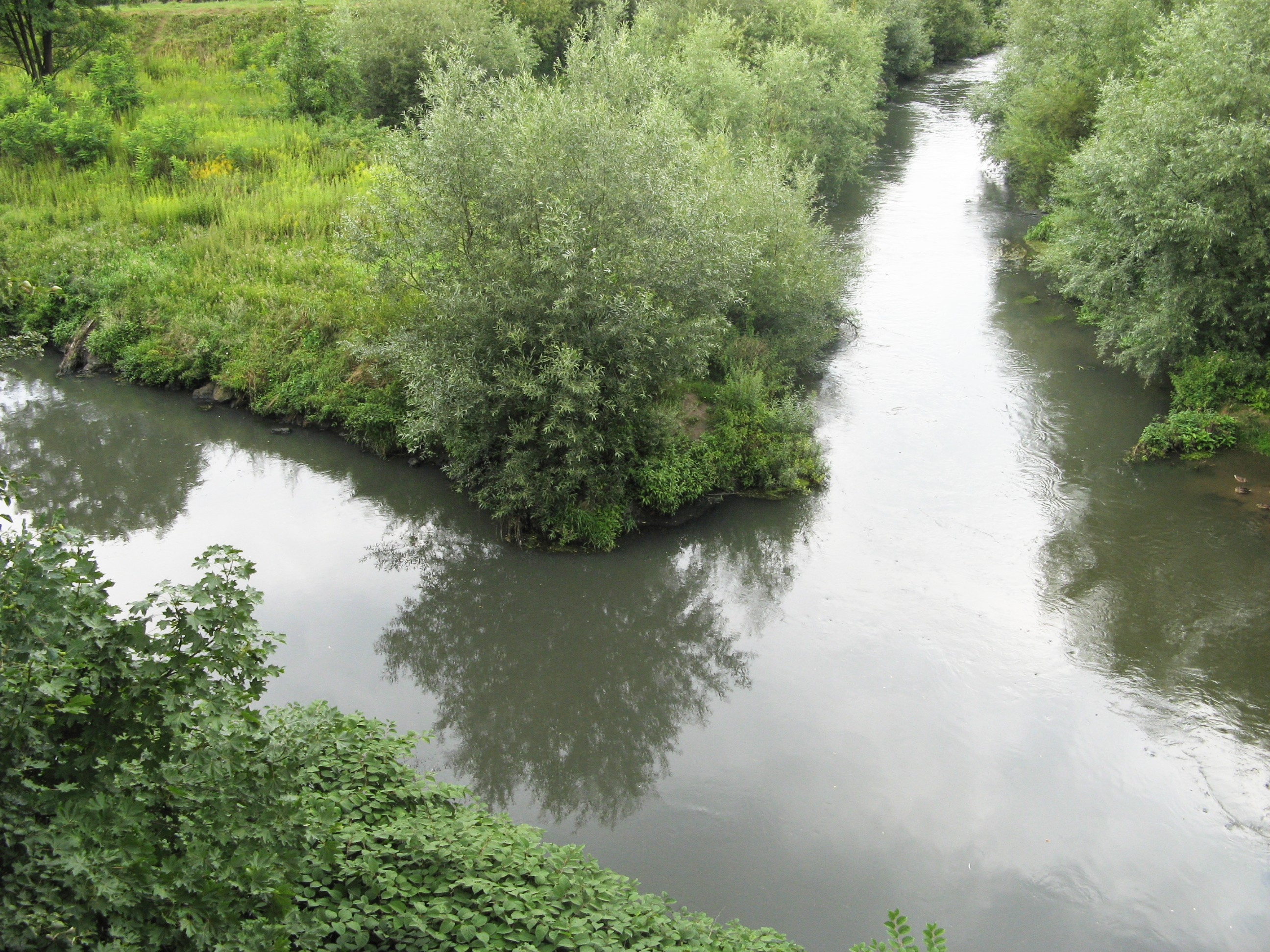
Trójkąt Trzech Cesarzy – Biała Przemsza (po prawej) wpada do Czarnej Przemszy (po lewej) i dalej płynie Przemsza. W tym miejscu spotykały się granice trzech cesarstw – niemieckiego (po lewej), austriackiego (po prawej) i rosyjskiego (najdalej między rzekami). Miejsce to znajduje się na południe od centrum Mysłowic – dzielnica Słupna. Dwa brzegi po dawnej granicy austriackiej i rosyjskiej dziś należą do Sosnowca – dzielnica Modrzejów (dawny port węglowy) i dzielnica Jęzor (do 1918 należąca do Austro-Węgier).

Mysłowice (niem. Myslowitz) – miasto na prawach powiatu w województwie śląskim w Polsce, na etnograficznym - historycznym Górnym Śląsku (ziemia pszczyńska).
Według danych GUS z 31 grudnia 2022 r., Mysłowice liczyły 71 643 mieszkańców i były pod względem liczby ludności piętnastym miastem w województwie śląskim, a także 47. spośród najludniejszych miast w Polsce.

## Położenie
Mysłowice położone są na Wyżynie Śląskiej, stanowiącej część Wyżyny Śląsko-Krakowskiej, nad rzeką Przemszą i Brynicą. Miasto leży w obrębie Wyżyny Katowickiej. Mysłowice leżą w centrum Górnośląskiego Okręgu Przemysłowego (GOP) i są jednym z ośrodków centralnych konurbacji górnośląskiej.
Przez miasto przepływa Czarna Przemsza, która w pobliżu Mysłowic łączy się z Białą Przemszą, tworząc Przemszę. Przez miasto przepływa także Rawa, Brynica, potok Bolina, Przyrwa (Ławecki Potok) oraz Rów Kosztowski.
Miasto Mysłowice znajduje się na etnograficznym pograniczu Górnego Śląska z Małopolską. Graniczy od zachodu z Katowicami, od południa z Imielinem oraz Lędzinami, od północy z małopolskim Sosnowcem (Zagłębie Dąbrowskie), a od wschodu z małopolskim Jaworznem (Zagłębie Krakowskie).

## Demografia
Piramida wieku mieszkańców Mysłowic w 2014:

## Nazwa
Pochodzenie nazwy miejscowości nie jest jednoznaczne i równolegle funkcjonuje na ten temat kilka teorii. Nazwa miejscowa Mysłowice pochodzi od starosłowiańskiego imienia Mysław, Mysł lub Miłosław. Końcówka „ice” lub jej staropolska starsza wersja („icze”) charakterystyczna jest dla słowiańskich nazw patronimicznych wywodzących się od osad rodowych. Oznacza ona potomków założyciela lub właściciela miasta, czyli „Mysłowiczów”. Założyciel miejscowości rycerz Mysław miał stanowić wzór dla wizerunku męskiej głowy z herbu Mysłowic.
Jacob Lustig – autor pierwszej monografii na temat miasta pisze, że nazwa pochodzi od polskiej nazwy procesu poznawczego „myślenia” – „Der name Myslowitz kommt jedenfalls von dem polnischen Worte „myśleć” (...)”. Na poparcie tego przytacza legendę o początkach miejscowości, według której Mysłowice pierwotnie leżały w lesie z dala od wody i z powodu tej lokalizacji mieszkańcy cierpieli na jej niedostatki. Po namyśle przenieśli się nad rzekę, gdzie na swoje potrzeby wody mieli pod dostatkiem. Podobnie relacjonuje to topograficzny opis Górnego Śląska z 1865 we fragmencie Der Namen Myslowitz (polnisch Mysłowice) leitet eine Sage von dem polnische Wörtchen „myśleć” (denken) ab. Es soll eine Abkürzung von „namyślili sie” (sie haben sichs überdacht, überlegt) sein und sich auf die Translocation des ehemals an einer andern Stelle stehenden Ortes an die Ufer der Przemsa beziehen.
Z kolei Heinrich Adamy nazwę miasta wywodzi od nazwy gryzonia myszy. W swoim dziele o nazwach miejscowości na Śląsku wydanym w 1888 we Wrocławiu wymienia nazwę miasta zanotowaną w dokumencie z 1105 Myslowice i podaje jej znaczenie „Mausenplatz” – „miejsce myszy”.
Nazwę miejscowości w zlatynizowanych staropolskich formach Mislowycze, Mislowicze, Mislowice oraz Myslowice wymienia w latach 1470–1480 Jan Długosz w księdze Liber beneficiorum dioecesis Cracoviensis. Długosz wymienia również wsie, które w procesach urbanizacyjnych stały się częścią miasta jak: Brzęczkowice w formie Brzanczkowice, a także Brzezinka w formie Brzezinka oraz Brzezynka. W dziele Matthäusa Meriana pt. „Topographia Bohemiae, Moraviae et Silesiae” z 1650 miasto wymienione jest pod nazwą Mislowitz oraz Mischlowitz.
W alfabetycznym spisie miejscowości na terenie Śląska wydanym w 1830 we Wrocławiu przez Johanna Knie miasto występuje pod obecnie stosowaną, polską nazwą Myslowice oraz nazwą niemiecką Myslowitz we fragmencie Myslowitz, polnisch Myslowice. Polską nazwę Mysłowice w książce Krótki rys jeografii Szląska dla nauki początkowej wydanej w Głogówku w 1847 wymienił górnośląski pisarz i nauczyciel Józef Lompa. Słownik geograficzny Królestwa Polskiego podaje dwie nazwy miejscowości: polską nazwę Mysłowice oraz niemiecką Myslowitz.

## Historia
Najważniejsze daty

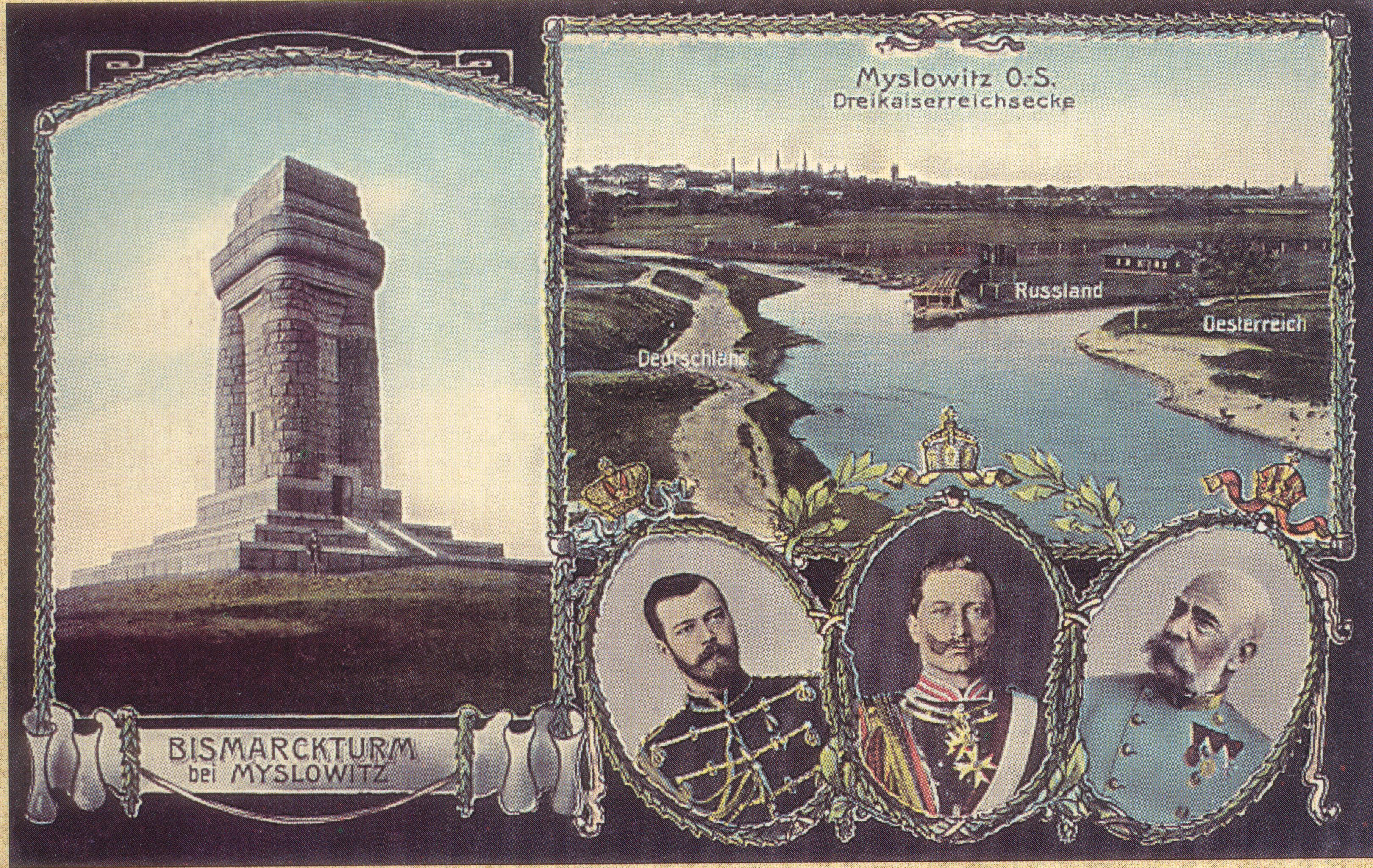
Mysłowice na widokówce z pocz. XX w. Rysunek po lewej przedstawia wieżę Bismarcka, po prawej Trójkąt Trzech Cesarzy i ich portrety. Portret cesarza niemieckiego dominuje.

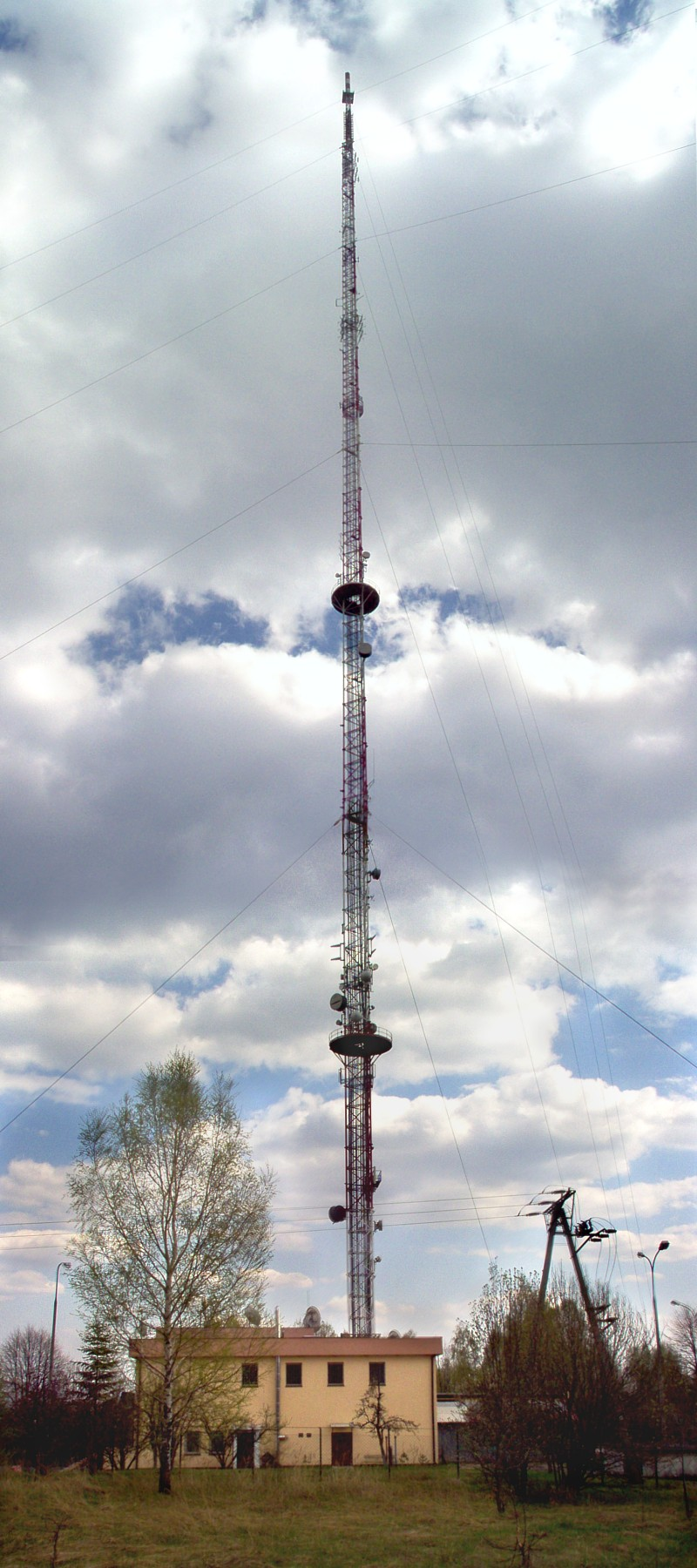
Maszt radiowy Kosztowy – najwyższa budowla w Polsce

- XI w. – założenie osady nad Przemszą,
- XII w. – nadanie osady rycerzowi Mysławowi (Mysłowi) przez Bolesława Krzywoustego,
- 1260–1280 – Lokacja miasta na prawie niemieckim za panowania księcia opolsko-raciborskiego Władysława I[1][18][19],
- 1308 – najstarsza wzmianka źródłowa wymieniająca nazwę Mysłowice i plebana tamtejszej parafii,
- 1348 – 7 kwietnia miasto zostało formalnie przyłączone do Rzeszy Niemieckiej,
- 1360 – wzmianka o Mysłowicach jako o mieście od dawna posiadającym prawo niemieckie; delimitacja dóbr mysłowickich na rzecz Ottona z Pilczy (Pileckiego); powstaje myslowickie państwo stanowe,
- 1370 – w Dziećkowicach powstał drewniany kościółek z przyległym cmentarzem,
- 1391 – Jan II Żelazny przekazał Kosztowy, Imielin i Chełm Śląski na własność biskupom krakowskim, która utrzyma się do 1789 roku,
- 1479 – Mysłowice, wraz ze Śląskiem znalazły się pod władzą króla Węgier Macieja Korwina,
- 1517 – książę Kazimierz II cieszyński sprzedał ziemię pszczyńską, której był właścicielem, łącznie z Mysłowicami, Aleksemu Turzonowi,
- 1526 – Górny Śląsk razem z Mysłowicami dostaje się pod władzę dynastii Habsburgów, stan ten utrzyma się do 1742 roku,
- 1536 – klucz dóbr mysłowickich nabył Stanisław z Benedyktowic,
- 1600–1606 – budowa jednego z pierwszych szpitali na Śląsku,
- 1637 – właścicielami Mysłowic została rodzina Mieroszewskich, której przedstawicielem był m.in. Krzysztof Mieroszewski,
- 1683 – przez Mysłowice przejeżdżał król Jan III Sobieski, ciągnący z wojskami na odsiecz Wiedniowi,
- 1740 do 1742 – W wyniku I wojny śląskiej Mysłowice przeszły pod panowanie króla Prus; rzeka Czarna Przemsza stała się granicą między Prusami a Rzecząpospolitą,
- 1745 – na drodze do mostu powstała kaplica, której fundatorem było małżeństwo Jarlików z Niwki (dziś dzielnica Sosnowca)[20],
- 1762 – Mysłowice włączono do administracji powiatu pszczyńskiego,
- 1788 – powstała pierwsza kopalnia węgla kamiennego,
- 1789 – Kosztowy, Imielin i Chełm Śląski przechodzą na własność polskiego Skarbu Państwa[21],
- 1807 – na mocy Pokoju w Tylży Kosztowy, Imielin i Chełm Śląski stały się częścią Księstwa Warszawskiego,
- 1812 – w mieście stacjonował Napoleon Bonaparte wraz ze swoją armią,
- 1837 – założona zostaje Kopalnia Węgla Kamiennego Mysłowice pod nazwą „Danzig”,
- 1845 – 31 października oddano do użytku trasę kolejową Opole–Gliwice–Zabrze–Katowice–Mysłowice. Miała ogromne znaczenie dla rozwoju regionu. Do czasu zbudowania kolei transport węgla skazany był na Kłodnicę i Odrę, W 1846 produkcja wzrosła do około miliona cetnarów,
- 1846 – w październiku Król Prus Fryderyk Wilhelm IV odbył inspekcyjną podróż pociągiem z Gliwic przez Zabrze do Mysłowic,
- 1846 – miasto uzyskało połączenie kolejowe z Wrocławiem, w 1847 z Krakowem, w 1857 Nowym Bieruniem, a w 1863 z Oświęcimiem,
- 1848 – powstała szkoła dla dzieci wyznania ewangelickiego z niemieckim językiem wykładowym,
- 1862 – rozszerzono granice miasta; włączono m.in. Janów Miejski, Szabelnię i Piasek[22],
- 1863 – gościł w mieście Józef Ignacy Kraszewski,
- 1865 – została założona kopalnia „Mysłowice” (z połączenia kopalni Danzig i Neu Danzig),
- 1868 – Na Nowym Rynku (obecny Plac Wolności) ukończono budowę Nowego Ratusza,
- 1871 – Mysłowice stały się częścią Cesarstwa Niemieckiego, powstał Trójkąt Trzech Cesarzy,
- 1873 do 1874 – otwarto Prywatny Wyższy Zakład Naukowy, który w 1904 stał się pełnym gimnazjum,
- 1875 do 1877 – wybudowano kościół pw. Apostołów Piotra i Pawła,
- 1881 – 5 lipca w Brzęczkowicach urodził się August Hlond, późniejszy Prymas Polski,
- 1888 do 1891 – wybudowano kościół pw. Najświętszego Serca Pana Jezusa,
- 1903 – Tomasz Klimczok założył Polskie Towarzystwo Gimnastyczne „Sokół” w Mysłowicach[23],
- 1907 – wzniesiono na wzgórzu dwudziestometrową wieżę widokową z granitu i nazwano Bismarckturm „Wieża Bismarcka”, później zmieniono jej nazwę na „Wieża Kościuszki”,
- 1907 – uruchomiono Miejskie Liceum Żeńskie,
- 1916 – Magistrat Mysłowic wyemitował własne pieniądze, gwarantując ich pokrycie w markach państwowych,
- 1919 – 15 sierpnia na placu kopalni „Mysłowice” niemiecki Grenzschutz strzelał do górników. Zginęło 7 górników, 2 kobiety i 13-letnie dziecko. Był to zapalnik zbrojnej walki o przynależność Górnego Śląska,
- 1919 – ciężkie walki w trakcie I powstania śląskiego. 56 domów w mieście zostało uszkodzonych,
- 1920 – mieszkańcy Mysłowic wzięli udział w II powstaniu Śląskim,
- 1921 – w czasie plebiscytu w Mysłowicach wygrywa opcja niemiecka (56% głosów),
- 1921 - wybuch III powstania śląskiego; Mysłowice zostają przyłączone do Polski,
- 1922 do 1930 – miasto było siedzibą oddziału Misji Francuskiej Centralnego Komitetu Kopalni, która werbowała polskich robotników do pracy, w zmagającej się z kryzysem demograficznym Francji,
- 1927 – zbudowano nowy most na Przemszy,
- 1936 – rozpoczęto budowę portu rzecznego w dzielnicy Słupna, prace przerwał wybuch wojny,
- 1939 – 4 września do miasta wkroczyły wojska niemieckie, przemianowano nazwę Nowego Rynku (obecny Plac Wolności) na Adolf-Hitler-Platz,
- 1939 do 1945 – Mysłowice jako jedno z nielicznych polskich miast nie doznało znaczących strat w zabudowie podczas II Wojny Światowej,
- 1940 – powstało w Mysłowicach niemieckie więzienie policyjne, będące filią KL Auschwitz,
- 1943 – niemieckie władze okupacyjne utworzyły w Wesołej obóz pracy Fürstengrube,
- 1945 – 28 stycznia miasto zostało zajęte przez oddziały Armii Czerwonej,
- 1945 – w granice miasta włączono Brzęczkowice i Słupną,
- 1947 – 1 września połączono dotychczasowe szkoły w Liceum im. Tadeusza Kościuszki[24],
- 1948 – powstała Miejska Biblioteka Publiczna z czytelnią przy ulicy Krakowskiej,
- 1949 – powstał pierwszy punkt biblioteczny przekształcony następnie w filię Miejskiej Biblioteki Publicznej w Brzęczkowicach,
- 1951 – 1 kwietnia Mysłowice stały się miastem na prawach powiatu, w granice miasta włączono: Brzezinkę, Morgi oraz Larysz i Hajdowiznę[25],
- 1972 – do Mysłowic przyjechał przywódca Kuby, Fidel Castro,
- 1975 – dołączono nowe dzielnice w granice miasta (Wesoła, Kosztowy, Krasowy, Ławki)[26],
- 1976 – otwarto pierwszy (czasowo drugi) pod względem wysokości maszt radiowy w Kosztowach. Mieści się on naprawdę jednak na granicy dzielnic Wesoła i Krasowy,
- 1976 – przyłączono Dziećkowice[27],
- 1977 do 1994 – dzielnicami miasta były: Imielin, Gać, Kopciowice i Chełm Śląski[28][29],
- 1992 – założony został zespół Myslovitz,
- 2008 – 7 listopada KWK Mysłowice zakończyła wydobycie,
- 2012 – niezrealizowana koncepcja utworzenia nowego miasta o nazwie Miasto Śląskie z południowych części Mysłowic,
- 2017 – 1 lipca miasto stało się częścią Górnośląsko-Zagłębiowskiej Metropolii,
- 2022 – w Dziećkowicach powstała największa farma fotowoltaiczna w Polsce[30].

## Zabytki

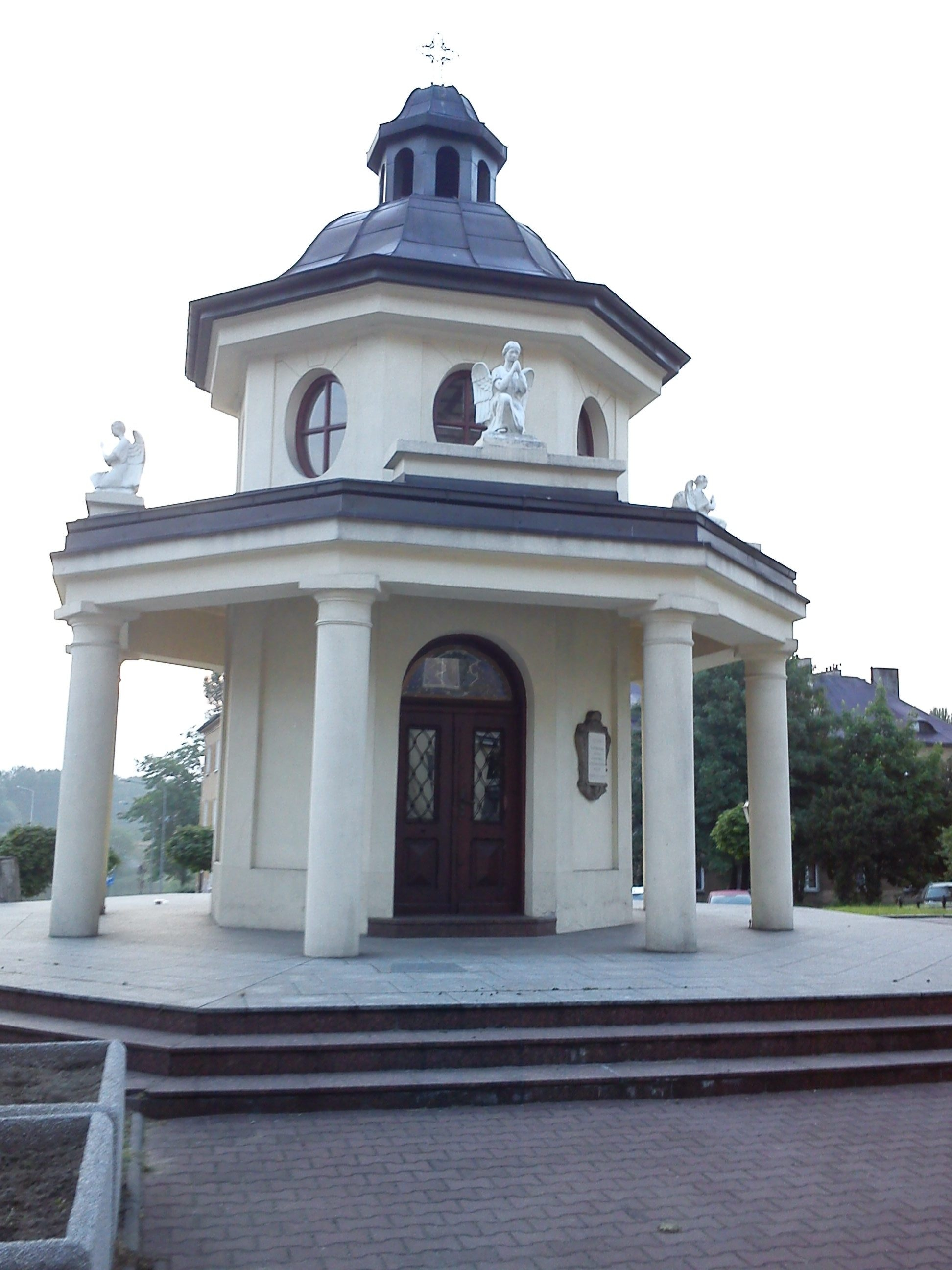
Kaplica Św. Jana Chrzciciela, zwana także Kapliczką Jarlików

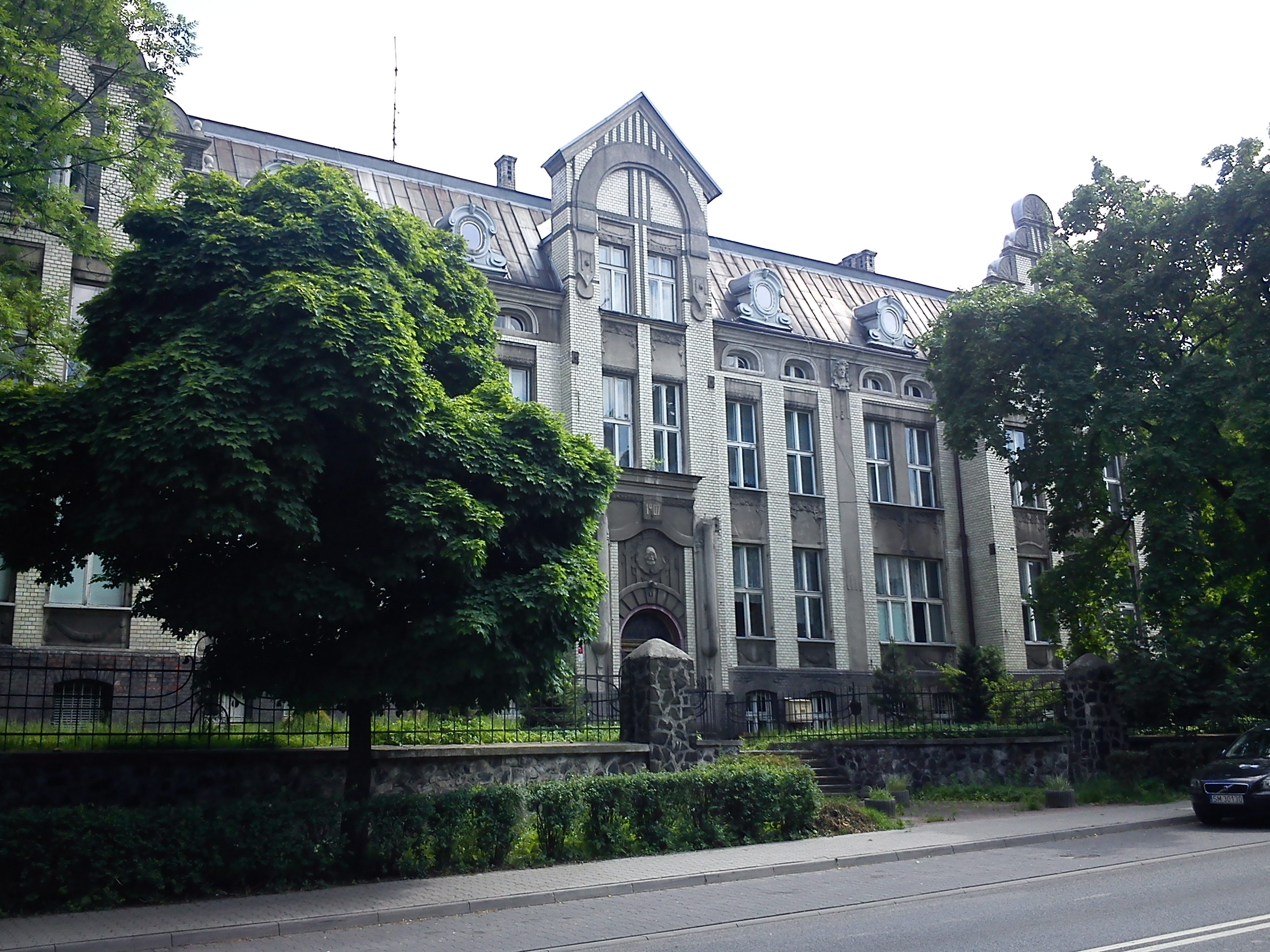
Budynek Szpitala Miejskiego nr 1 wybudowany w 1907

Do dziś zachowało się w Mysłowicach kilka budynków świadczących o średniowiecznym pochodzeniu miasta. Najstarszym i najprawdopodobniej jedynym, przez kilka wieków, budynkiem murowanym jest stojący do dziś w pobliżu Rynku kościół farny pod wezwaniem Narodzenia Najświętszej Marii Panny wzniesiony w okresie lokacji miasta około XIV w. Ulegał (jak większość polskich budowli sakralnych) licznym przebudowom. Za jego średniowiecznym rodowodem przemawiają ostrołukowe otwory w przyziemiu, a także strzeliste otwory okienne w południowej ścianie nawy. W latach 1740–1742 poddano kościół gruntownej przebudowie. Wnętrze otrzymało nowy podział architektoniczny ścian oraz wystrój w stylu barokowym. Zasadnicze zmiany w wyglądzie kościoła zwanego przez mysłowiczan Mariackim zaszły dopiero po przebudowie w 1901, która związała jego architekturę z barokowym wystrojem wnętrza.
Drugim w kolejności budynkiem murowanym jest barokowo-klasycystyczny kościół filialny pod wezwaniem św. Krzyża. Ten właśnie kościół jest, według tradycji, najstarszym obiektem kultu w mieście. Pierwotnie był drewniany. Został odbudowany przy użyciu kamienia, po 1807, kiedy uległ spaleniu podczas wojen napoleońskich. Kościół św. Krzyża zbudowany jest na planie ośmioboku, nakryty kopułą o kształcie dzwonu. Posiada prostą i raczej surową bryłę architektoniczną.
Trudna do określenia jest data powstania w Mysłowicach świeckich budowli murowanych. Pierwsze wzmianki o takich budynkach pochodzą z połowy XIX w. i sytuują je w okolicach Rynku. Odzyskanie w 1861 utraconego statutu miejskiego było impulsem do wzniesienia pierwszych budynków użyteczności publicznej. Z tego okresu pochodzi mysłowicki ratusz. Wybudowany w 1867, pozostawał on przez kilka lat najbardziej okazałą budowlą w mieście. Przypomina architekturę pałacową z dekoracyjną wieżą i bogato zdobionymi wzorami okiennymi.
Wiele budynków budowanych pod koniec XIX w. miało modny charakter neorenesansu włoskiego. W tym stylu utrzymane jest kilka willi wybudowanych przez osiadłych w mieście bogatych przedsiębiorców. Na szczególną uwagę zasługuje willa przy ulicy Powstańców 13 z charakterystyczną dla tego typu budynków jednokondygnacyjną i mocno rozczłonowaną bryłą. W neorenesansowym stylu budowane były też domy czynszowe, np. kamienica przy ulicy Grunwaldzkiej 22 z 1892 oraz dom w typie pałacowym przy ulicy Powstańców 3. W XIX w. wybudowano także przy ul. Oświęcimskiej wieżę ciśnień oraz budynki kolejowe.
W latach 80. XIX w. pojawiły się budynki w duchu renesansu północnego budowane przy użyciu czerwonej cegły i kamienia, który służył do wykonywania elementów zdobniczych. Tu na wspomnienie zasługuje szczególnie gmach poczty z charakterystycznymi łukami obciążającymi nad oknami i zwartej sylwecie.
Obok neorenesansu i neoklasycyzmu powstają budowle o cechach gotyku, baroku, a także budowle eklektyczne. Najwcześniejszą budowlą o czystych neogotyckich cechach jest kaplica na starym cmentarzu przy ulicy Mikołowskiej. W stylu neogotyckim zbudowano też kościół farny pod wezwaniem Najświętszego Serca Pana Jezusa. Zastosowane zostały typowe elementy zdobnicze: sklepienie krzyżowo-żebrowe, skarpy opasujące całą budowlę, ostrołukowe okna. Kościół ten należy do najbardziej udanych na Górnym Śląsku budowli neogotyckich.
Również kościół ewangelicki im. Apostołów Piotra i Pawła na Starym Mieście, wybudowany w latach 1875–1877, zbudowany został w stylu neogotyckim, jest to jeden z najpiękniejszych kościołów ewangelickich w Polsce.
W neobarokowym stylu wybudowano liczne kamienice przy ulicy Bytomskiej i ulicy Krakowskiej, stosując barokowe detale architektoniczne, jak maszkarony, ornamenty muszlowe czy spiralne kolumny. Przy ulicy Bytomskiej 9 znajduje się wpisana w rejestr zabytków ceramika stanowiąca wystrój dawnego sklepu mięsnego. Przedstawia wzory roślinne, geometryczne i wieńce laurowe.
Styl eklektyczny najpełniej ujęto w budynku Sądu Powiatowego z 1904. Jego bryła odpowiadająca renesansowym kanonom nawiązuje równocześnie do baroku (szczyt i ozdobny portal) i gotyku (obramowanie otworów okiennych).
Jedynymi przykładami stylu secesji są kamienica przy Rynku nr 20 i zespół budynków Szpitala Miejskiego nr 1.
Przy ulicy Mikołowskiej znajduje się zabytkowy budynek z 1915 – Bauverein.

## Transport

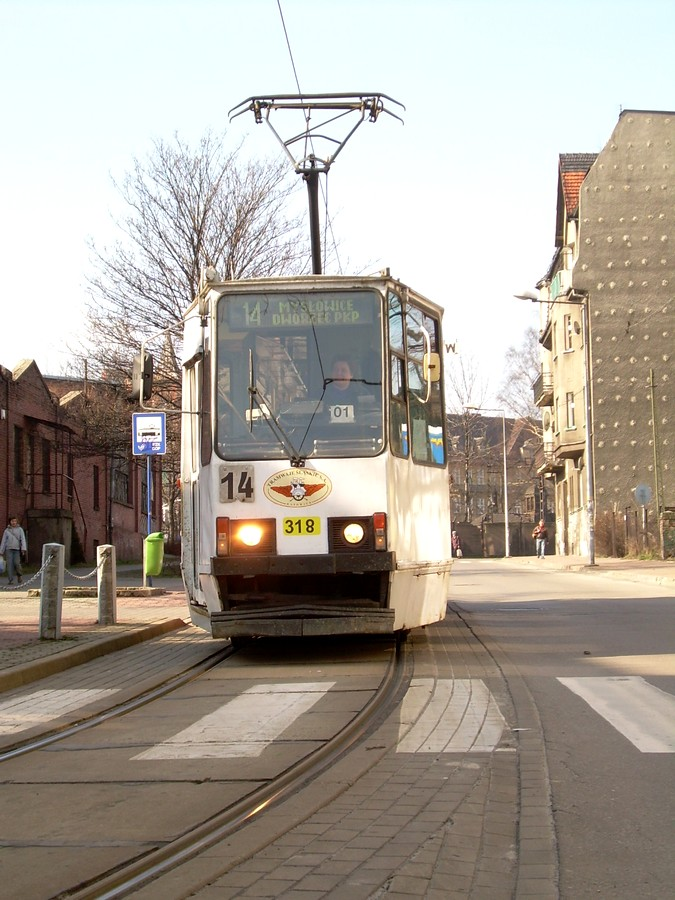
Tramwaj linii 14 na ulicy Szymanowskiego

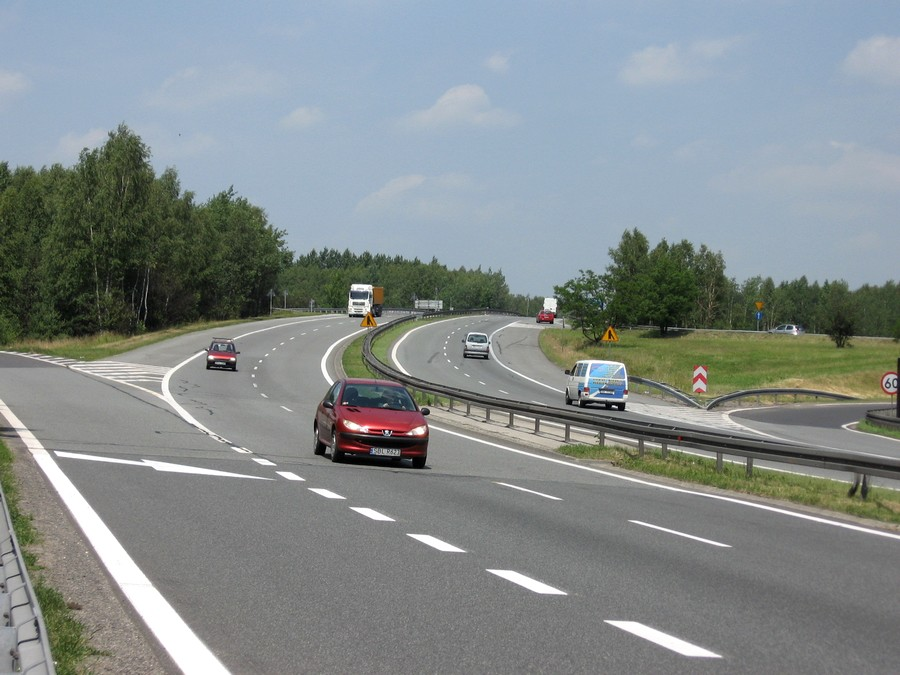
Droga ekspresowa S1

### Transport drogowy
Mysłowice połączone są siecią dróg, linii autobusowych, tramwajowych i kolejowych z największymi miastami Aglomeracji Górnośląskiej. Autostrada A4 i droga ekspresowa S1 biegnące przez Mysłowice, ułatwiają i skracają czas przejazdu do Warszawy, Wrocławia, Krakowa, Bielska-Białej, Cieszyna i wielu innych miast Polski. Również położenie w linii kolejowej Katowice – Kraków – Oświęcim, ze stacją Mysłowice i bliskość Katowic, z których kursują pociągi do każdego województwa i do głównych miast Europy, sytuuje Mysłowice w dogodnym punkcie komunikacyjnym kraju.
Drogi ekspresowe i autostrady
- droga ekspresowa S1
- autostrada A4

W Mysłowicach znajduje się węzeł autostradowy Mysłowice-Brzęczkowice z drogą S1 oraz węzeł „Mysłowice” z ulicą Obrzeżną Zachodnią, a także węzeł drogi S1 – Kosztowy I.

### Transport kolejowy
Linię kolejową w Mysłowicach otwarto 1 października 1846. Pierwszy pociąg, który wjechał na stację witał Fryderyk Wilhelm IV Pruski. Ówcześnie wybudowano jeden tor kolejowy, w 1953 uruchomiono drugi. Kolej Północna przyniosła Mysłowicom duże ożywienie gospodarcze.

### Komunikacja miejska
Pasażerowie z Mysłowic mają do wyboru 22 regularne linie autobusowe i dwie linie tramwajowe. Komunikację miejską organizują:
- ZTM (linie autobusowe: 18, 26, 35, 44, 66, 76, 76N, M13, M22, M15, M101, 106, 149, 150, 160, 162, 219, 223, 292, 536, 672, 788, 931, 935, 954, 995, T-14, T-26 oraz tramwajowe (obecnie w remoncie): 14 i 26)
- PKM Jaworzno (linie E, J)

## Kultura

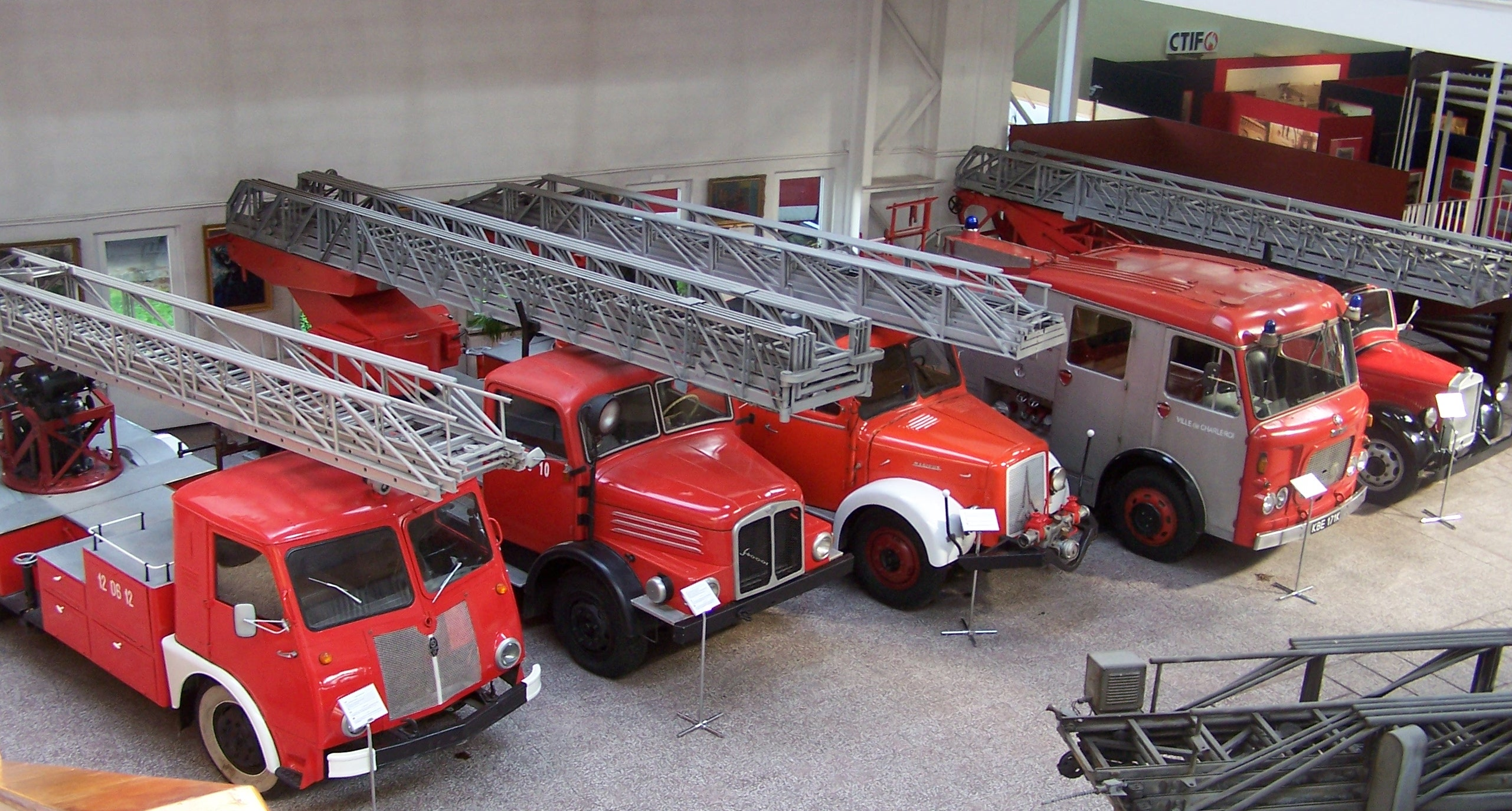
Muzeum Pożarnictwa – wozy

### Muzea
- Centralne Muzeum Pożarnictwa w Mysłowicach
- Muzeum Misyjne w Mysłowicach
- Muzeum Miasta Mysłowice

### Muzyka
Miasto nazywane jest czasem „polskim Manchesterem”, ze względu na jego industrialny charakter i bogatą scenę rockową (podobnie jak w Manchesterze na przełomie lat 80. XX w. i 90. XX w.). Pochodzą stąd zespoły muzyczne: Myslovitz, Negatyw, Penny Lane, Lenny Valentino, Delons, Iowa Super Soccer, Korbowód, Milcz Serce, Mofoplan, Gutierez i ConBrio.
W Mysłowicach odbywa się Festiwal Multimedialny Mediawave, a w latach 2006–2009 odbywał się także Off Festival (obecnie odbywa się w Katowicach). W latach 2012-2023 w Mysłowicach odbywał się również festiwal AlterFest. Festiwal zakończył swoją działalność w Mysłowicach wskutek braku chęci kontynuowania wydarzenia przez władze miasta. Wokół odwołania festiwalu pojawiło się wiele kontrowersji, ponieważ rezygnacja z wydarzenia przez miasto zbiegła się w czasie z kandydowaniem organizatora festiwalu, Łukasza Prajera, na stanowisko Prezydenta Miasta Mysłowice.

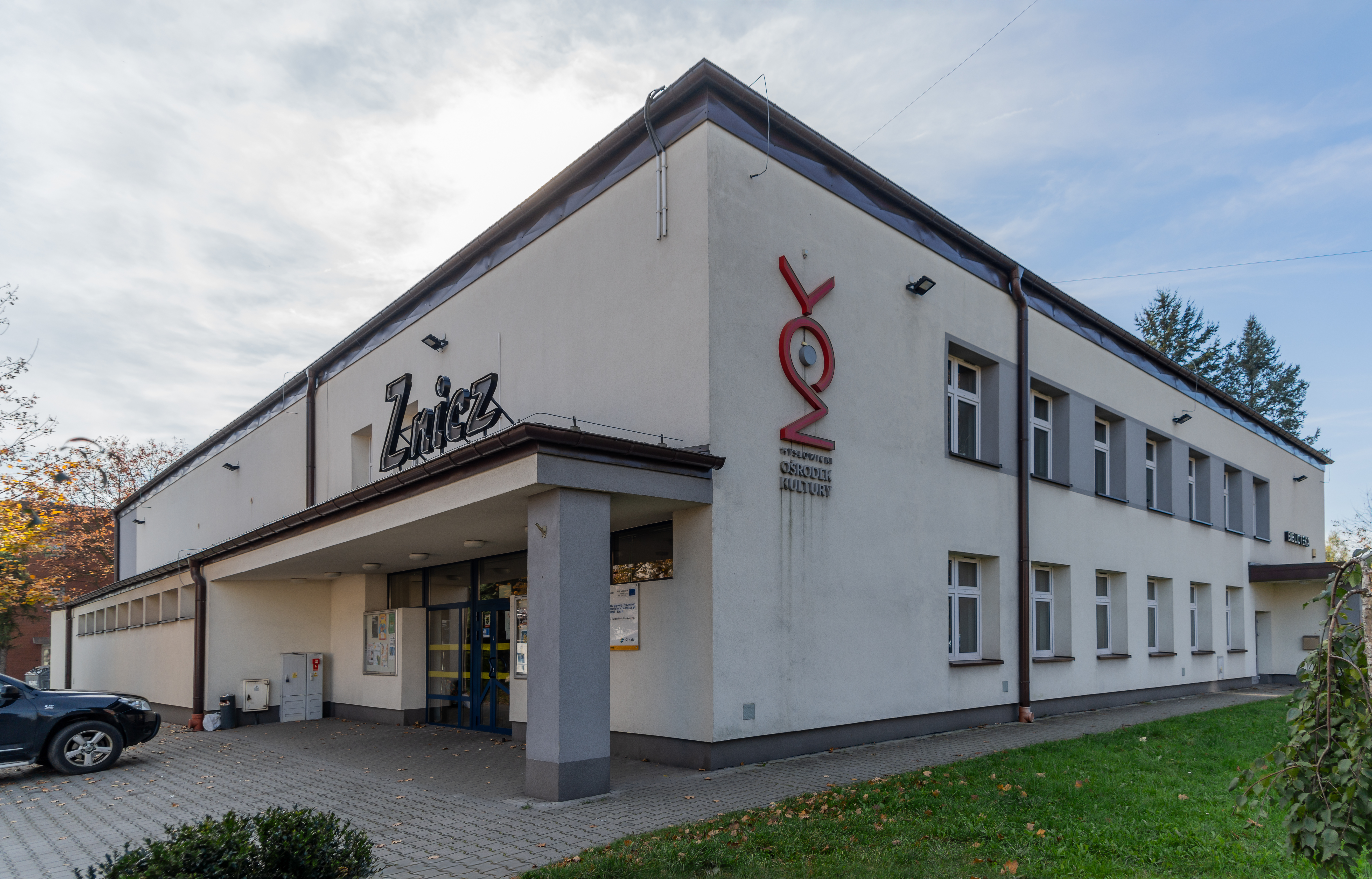
Mysłowicki Ośrodek Kultury, Kino Znicz, wejście główne

### Kina
- Kino Oscar przy Miejskim Centrum Kultury
- Kino Znicz

## Edukacja

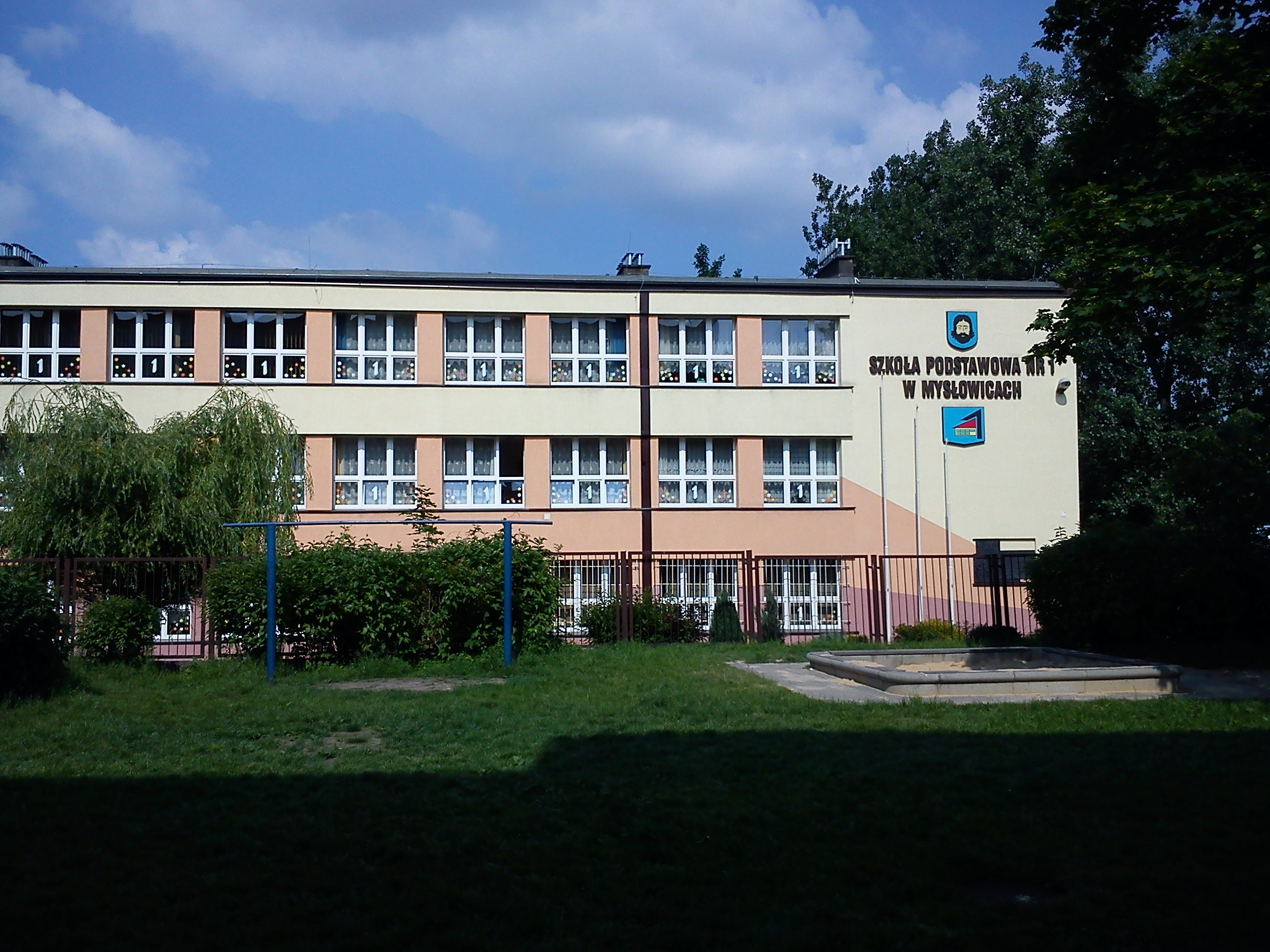
Szkoła Podstawowa nr 1

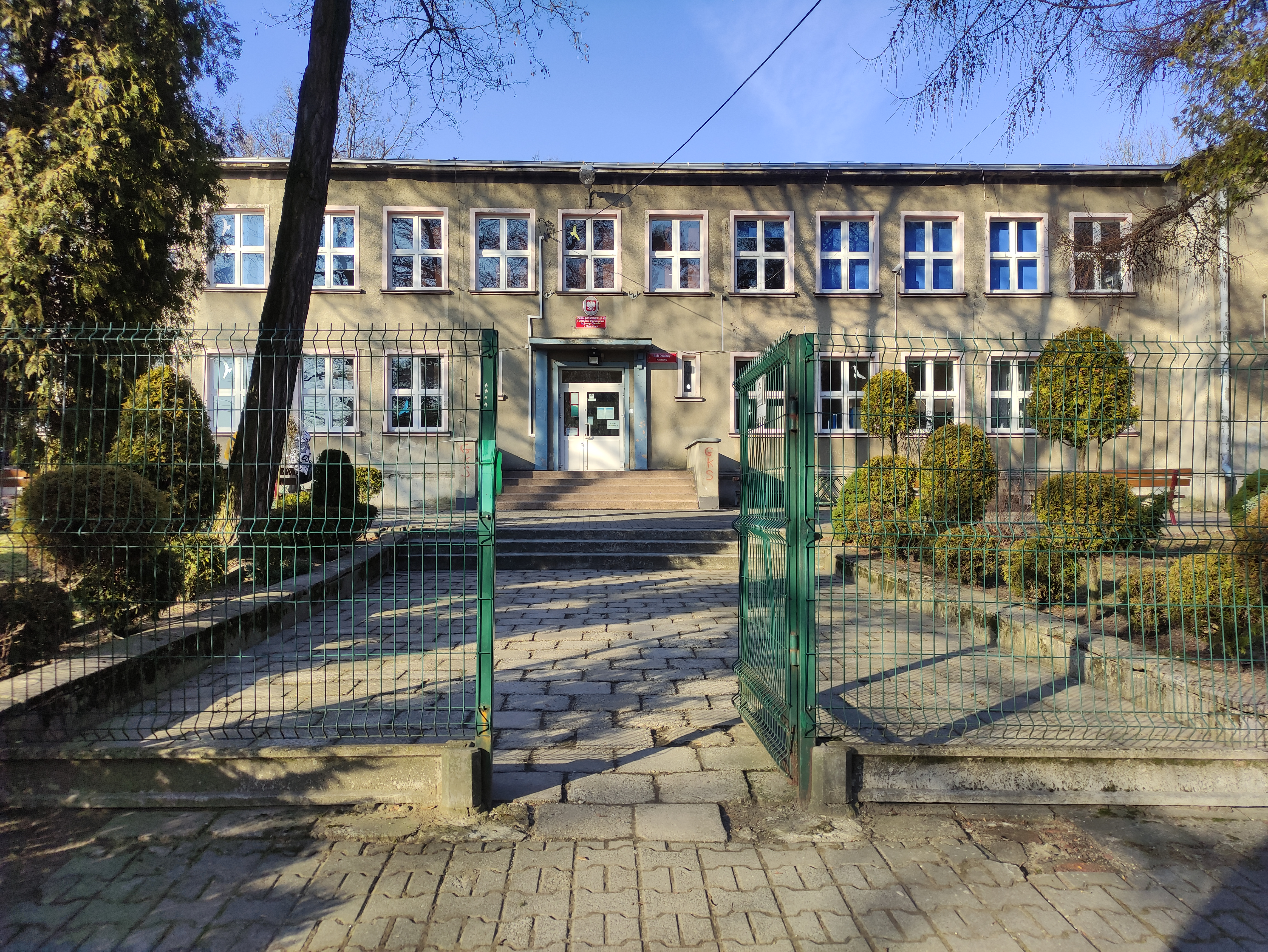
Szkoła Podstawowa nr 16 z oddziałami dwujęzycznymi imienia Jerzego Chromika

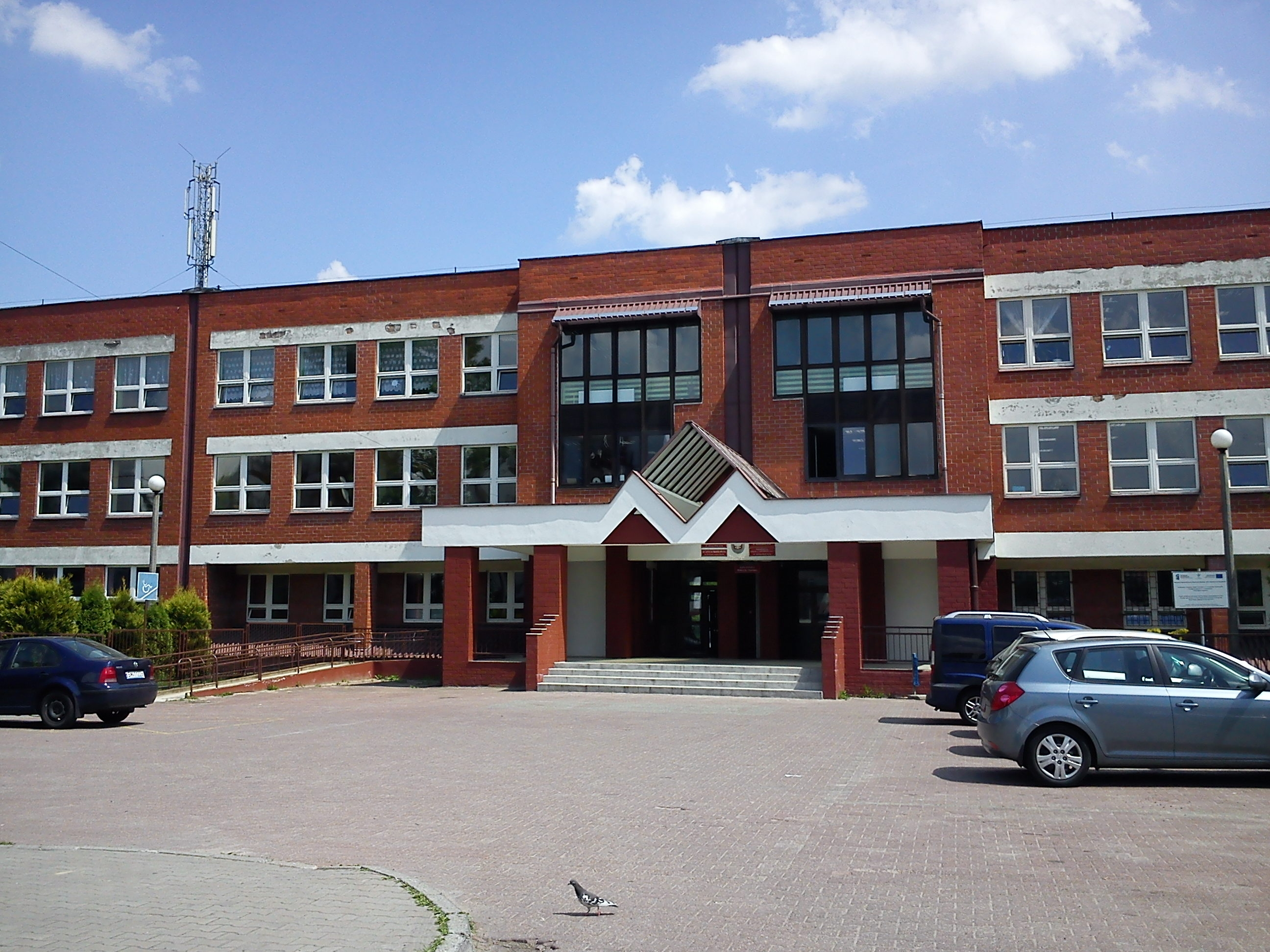
Zespół Szkół Ponadgimnazjalnych nr 3

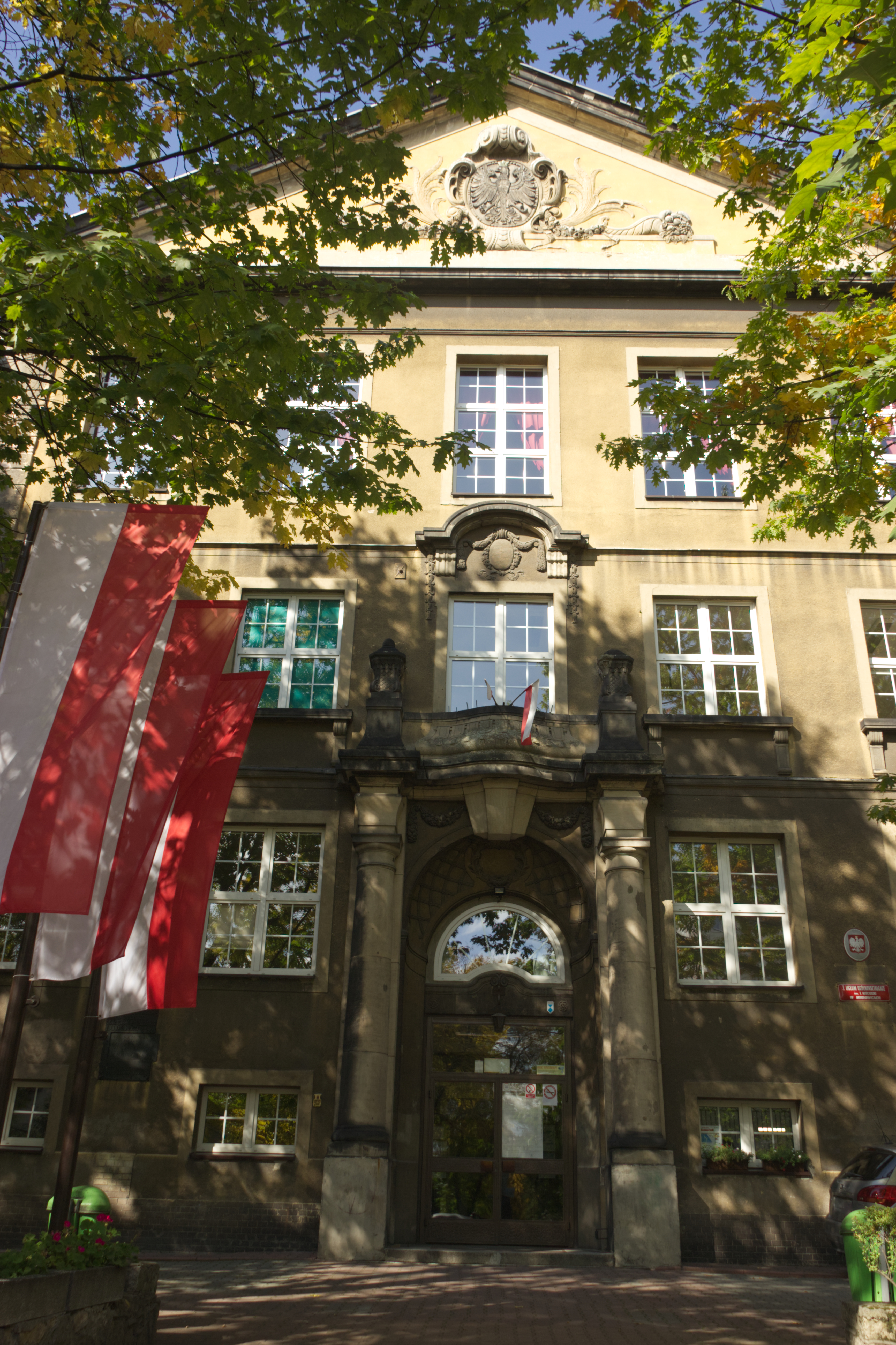
I Liceum Ogólnokształcące

### Przedszkola
- Przedszkole z Oddziałami Integracyjnymi nr 1
- Przedszkole nr 2
- Przedszkole nr 3
- Przedszkole nr 4
- Przedszkole nr 5
- Przedszkole nr 6
- Przedszkole Integracyjne
- Przedszkole nr 8
- Przedszkole nr 9
- Przedszkole nr 10
- Przedszkole nr 11
- Przedszkole nr 12
- Przedszkole nr 13
- Przedszkole nr 14
- Przedszkole nr 15
- Przedszkole z Oddziałami Integracyjnymi nr 16
- Przedszkole nr 17
- Przedszkole nr 18
- Przedszkole nr 19
- Przedszkole nr 20

### Szkoły podstawowe
- Szkoła Podstawowa nr 1 im. Marii Skłodowskiej – Curie[36]
- Szkoła Podstawowa nr 2 im. Bolesława Prusa
- Szkoła Podstawowa nr 3 im. Kawalerów Orderu Uśmiechu
- Szkoła Sportowa nr 4 z Oddziałami Dwujęzycznymi im. Wojciecha Korfantego
- Szkoła Podstawowa nr 5 im. Gustawa Morcinka
- Szkoła Podstawowa nr 6 im. ks. Jana Twardowskiego
- Szkoła Podstawowa nr 7 im. Kornela Makuszyńskiego
- Szkoła Podstawowa nr 8 Zespół Szkół Specjalnych im. Janusza Korczaka
- Szkoła Podstawowa nr 9 im. Bernarda Świerczyny
- Szkoła Podstawowa nr 10 im. Karola Miarki
- Szkoła Podstawowa nr 11 im. Św. Jadwigi Królowej Polski
- Szkoła Podstawowa nr 12 im. Bronisława Pukowca
- Szkoła Podstawowa z Oddziałami Integracyjnymi nr 13 im. Henryka Sienkiewicza
- Szkoła Podstawowa nr 14
- Szkoła Podstawowa nr 15 im. Alfreda Szklarskiego
- Szkoła Podstawowa nr 16 z Oddziałami Dwujęzycznymi im. Jerzego Chromika
- Szkoła Podstawowa nr 17 im. Jana Pawła II

### Szkoły ponadpodstawowe
- I Liceum Ogólnokształcące im. Tadeusza Kościuszki w Mysłowicach
- II Liceum Ogólnokształcące im. Powstańców Śląskich
- Centrum Kształcenia Zawodowego i Ustawicznego w Mysłowicach.

### Szkoły wyższe
- Akademia Ignatianum. Wydział Zamiejscowy Nauk Humanistycznych i Społecznych w Mysłowicach
- Górnośląska Wyższa Szkoła Pedagogiczna im. kard. Augusta Hlonda

## Wspólnoty wyznaniowe
- Kościół Boży w Chrystusie:
  - zbór „Dom Ojca”[37]

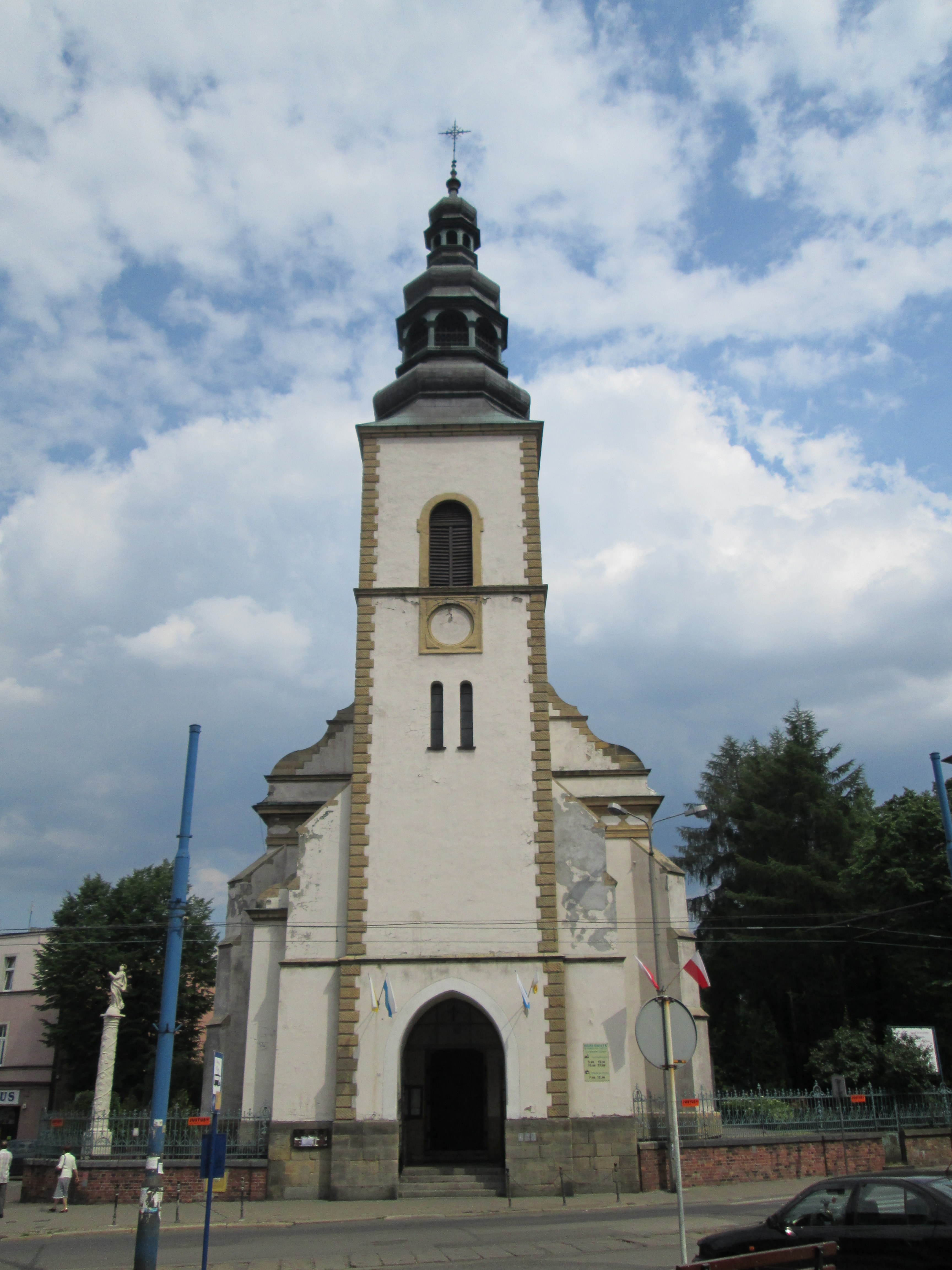
Budynek kościoła katolickiego pw. Narodzenia Najświętszej Maryi Panny

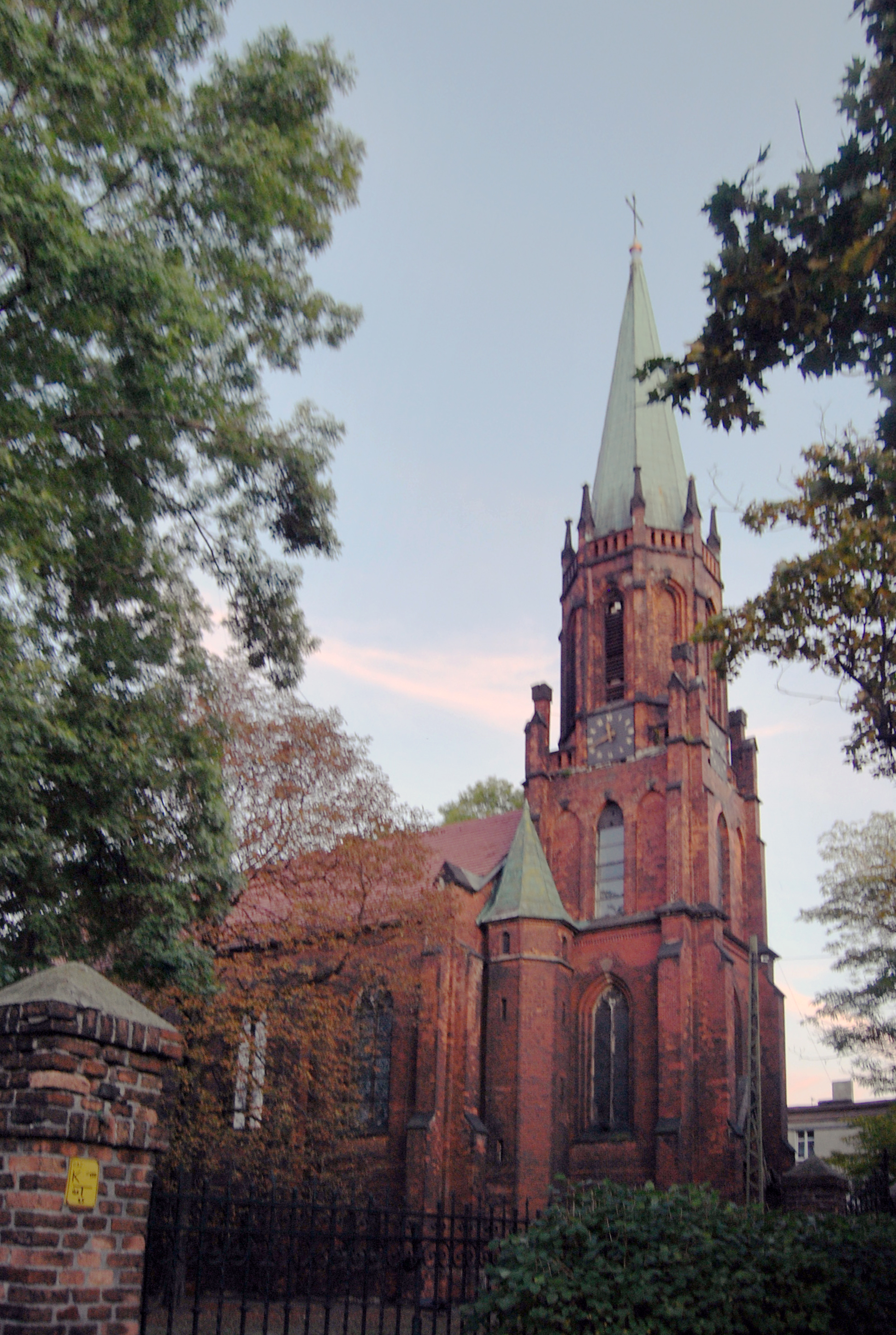
Budynek kościoła ewangelicko-augsburskiego pw. Apostołów Piotra i Pawła

- Kościół Ewangelicko-Augsburski w RP:
  - parafia w Mysłowicach[38]
- Kościół rzymskokatolicki:
  - parafia Ciała i Krwi Pańskiej[39]
  - parafia Krzyża Świętego[39]
  - parafia Matki Bożej Bolesnej[39]
  - parafia Matki Bożej Częstochowskiej[39]
  - parafia Matki Bożej Fatimskiej[39]
  - parafia Najświętszego Serca Pana Jezusa[39]
  - parafia Nawiedzenia Najświętszej Maryi Panny[39]
  - parafia Niepokalanego Poczęcia Najświętszej Maryi Panny i św. Maksymiliana Marii Kolbe[39]
  - parafia Ścięcia św. Jana Chrzciciela[39]
  - parafia św. Jacka[39]
  - parafia św. Józefa[39]
  - parafia Wszystkich Świętych[39]
- Świadkowie Jehowy:
  - zbór Mysłowice-Centrum[40]
  - zbór Mysłowice-Wesoła[40]
  - zbór Mysłowice-Zachód[40]

## Turystyka

### Szlaki turystyczne
Piesze

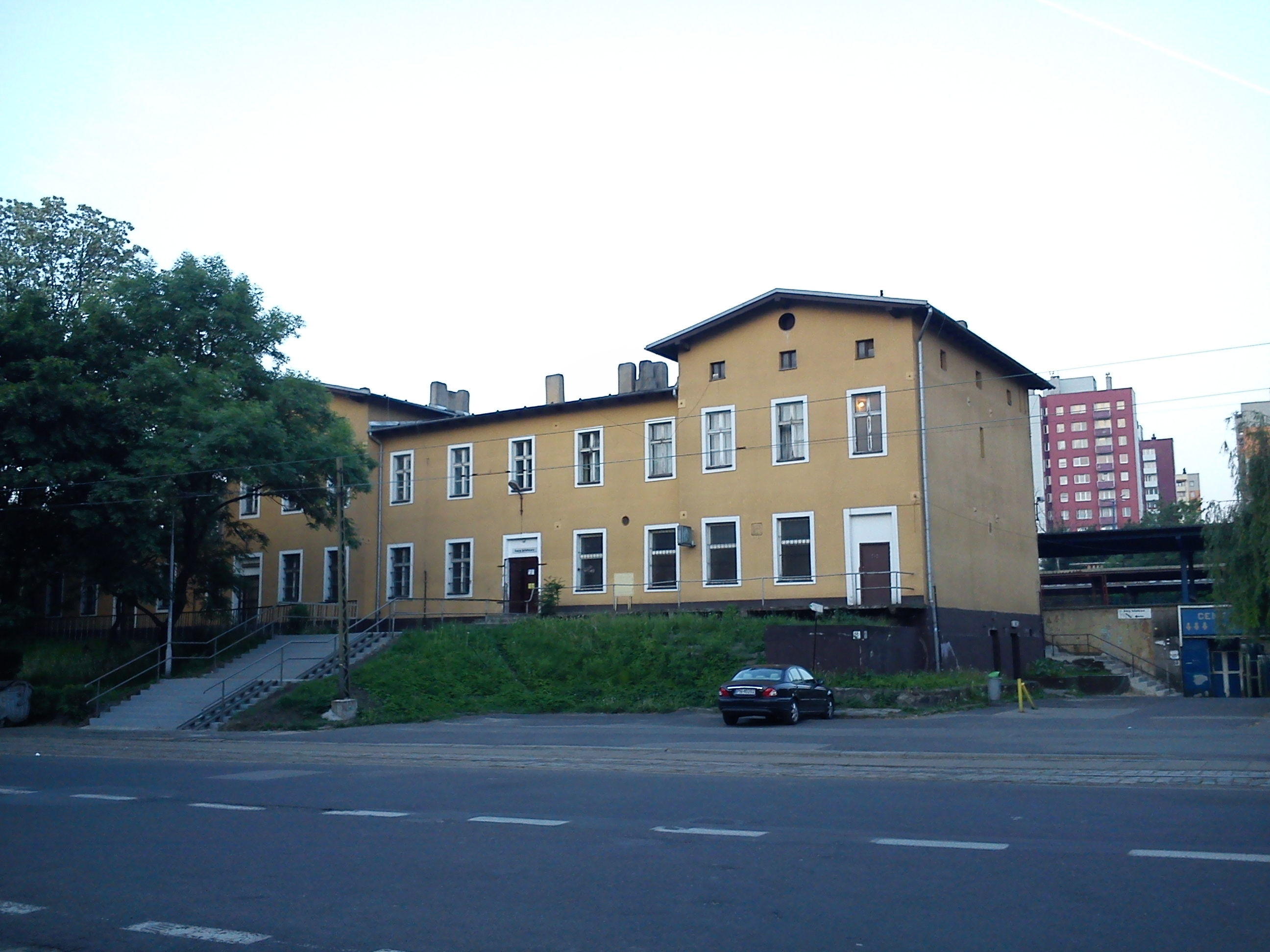
Mysłowice – Dworzec PKP

-  – Szlak im. Mariana Kantora-Mirskiego
-  – Szlak Hołdunowski
-  – Szlak im. ks. Jana Kudery
-  – Szlak Wesołej Fali
-  – Szlak Dolinki Murckowskiej

Rowerowe
- – szlak rowerowy czerwony (od mostu na Przemszy w Dziećkowicach do Centralnego Muzeum Pożarnictwa)
- – szlak rowerowy zielony (od mostu na Przemszy w Dziećkowicach do stacji PKP w centrum Mysłowic)

Miasto Mysłowice w 2018 roku otrzymało dofinansowanie do inwestycji obejmującej budowę dróg rowerowych jako dróg dojazdowych dla budowanego parkingu, utworzenie miejsc postojowych w obrębie ul. Słupeckiej i ul. Armii Krajowej, a także na obszarze istniejącego już miasteczka rowerowego. Łącznie powstaną 54 miejsca postojowe dla rowerów.

## Administracja
Miasto Mysłowice jest miastem na prawach powiatu. Mieszkańcy wybierają do Rady Miasta Mysłowice 23 radnych. Organem wykonawczym samorządu jest Prezydent Miasta, którym od 2018 r. jest Dariusz Wójtowicz, który w ostatnich wyborach (2018 r.) uzyskał 15414 głosów poparcia (54,16%).

### Podział administracyjny
Podział samorządowy

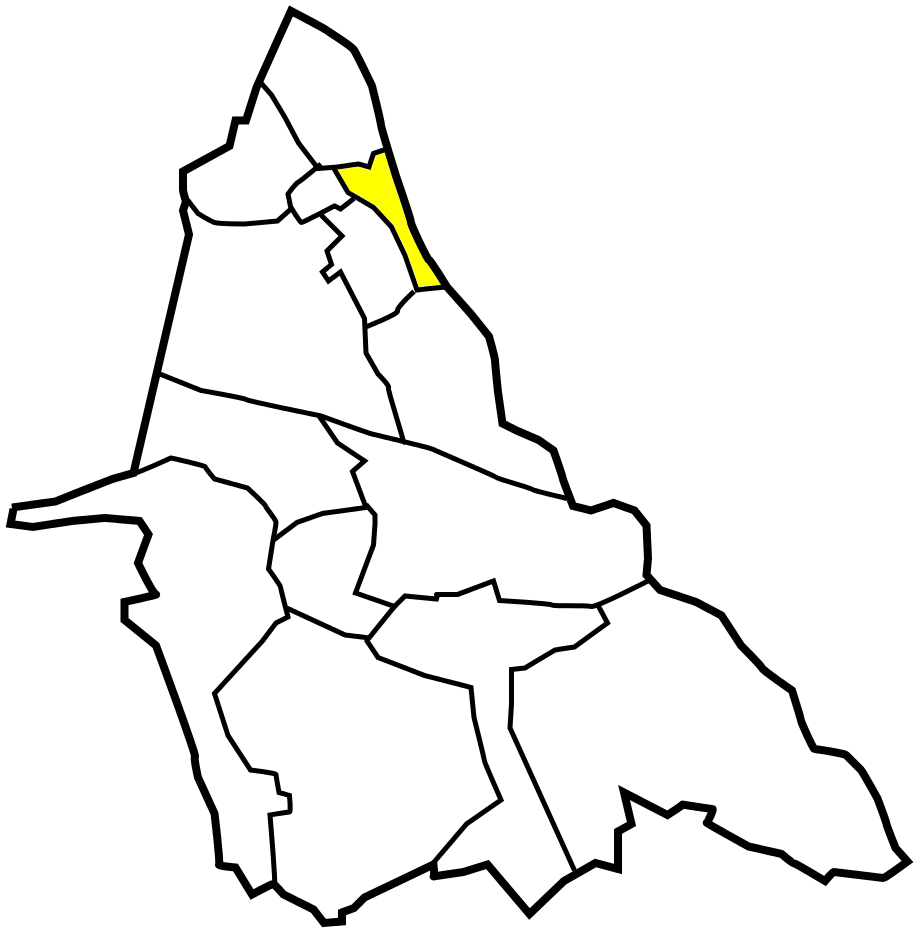
Dzielnice Mysłowic, na żółto zaznaczona dzielnica Stare Miasto, gdzie mieści się siedziba władz miasta.

Teren miasta Mysłowic podzielony jest na 15 jednostek pomocniczych gminy – dzielnic:

- Bończyk-Tuwima
- Brzezinka
- Brzęczkowice i Słupna
- Dziećkowice
- Janów Miejski-Ćmok
- Kosztowy
- Krasowy
- Larysz-Hajdowizna
- Ławki
- Morgi
- Mysłowice Centrum
- Piasek
- Stare Miasto
- Szopena-Wielka Skotnica
- Wesoła

Prezydenci Miasta od 1995 roku

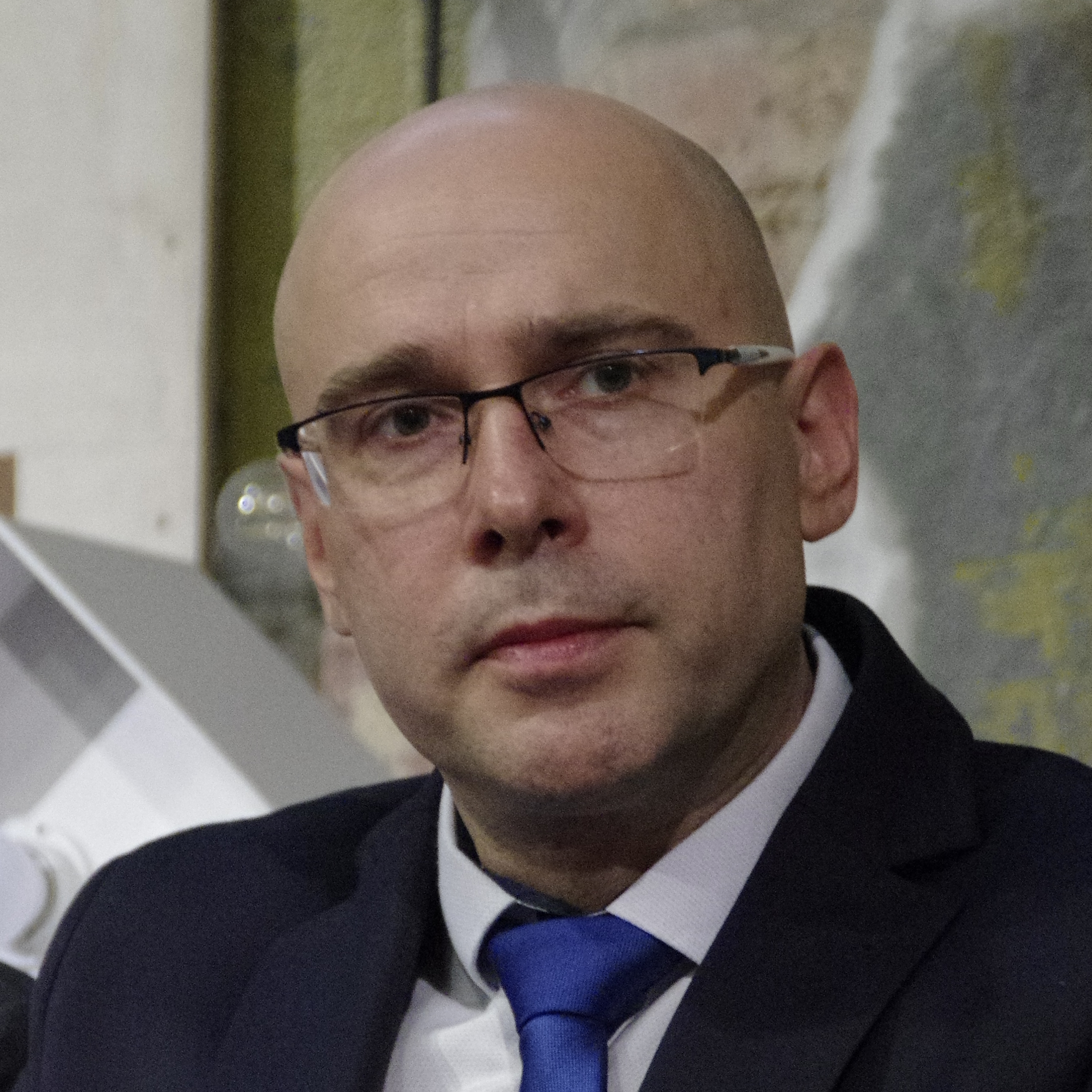
Dariusz Wójtowicz – obecny Prezydent Mysłowic od 2018 roku

- Leon Lasek – od 13 marca 1995 do 29 października 1998
- Zbigniew Augustyn – od 29 października 1998 do 19 listopada 2002
- Stanisław Padlewski – od 19 listopada 2002 do 28 listopada 2002
- zarząd komisaryczny – 19 grudnia 2002 do 20 lutego 2003
- Grzegorz Osyra – 20 lutego 2003 do 13 grudnia 2010
- Edward Lasok – 13 grudnia 2010 do 22 listopada 2018
- Dariusz Wójtowicz – od 22 listopada 2018 (I Zastępca Prezydenta Miasta – Wojciech Chmiel, II Zastępca Prezydenta Miasta – Mateusz Targoś)[47]

### Rada Miasta
Rada Miasta Mysłowice powstała w średniowieczu i przewodniczył jej burmistrz. W 1861 r. Rada Miasta zaczęła funkcjonować na nowych zasadach; od funkcji burmistrza oddzielono funkcję Przewodniczącego Rady. Kadencje Rady Miasta są liczone od 1990 r., to znaczy od czasu zniesienia Miejskiej Rady Narodowej.

Logo Mysłowic

#### Skład Rady Miasta I kadencji w latach 1990–1994
- Przewodniczący Rady Miasta: Stanisław Malec
- 23 radnych

#### Skład Rady Miasta IX kadencji na lata 2018–2023[48]
- Przewodniczący Rady Miasta: Tomasz Papaj
- 23 radnych

Okręg Wyborczy Nr.1: Dzielnice: Piasek, Stare Miasto, Mysłowice-Centrum:
- AUGUSTYN Zbigniew
- GÓRNA Marta Ewa
- HARMATA Agnieszka
- KLIMAS Jacek
- STYCZEŃ Piotr Mirosław

Okręg Wyborczy Nr. 2: Dzielnice: Janów Miejski-Ćmok, Szopena-Wielka Skotnica, Bończyk-Tuwima:
- BERZOWSKA Bernadeta Halina
- DOMBEK Andrzej Jan
- KACZMARZYK Anna Aleksandra
- ŁUKASZEK Grzegorz Eugeniusz
- PAPAJ Tomasz Wiesław
- RONCOSZEK Sebastian Dominik
- TOMANEK Wiesław Sylwester

Okręg Wyborczy Nr. 3: Dzielnice: Brzęczkowice i Słupna, Brzezinka, Morgi:
- LASOK Edward Augustyn
- PANASIUK Adrian
- PATAŁĄG Robert Patryk
- PNIOK Joanna Magdalena
- SZOŁTYSEK Jacek Antoni

Okręg Wyborczy nr. 4: Dzielnice: Larysz-Hajdowizna, Krasowy, Kosztowy, Dziećkowice, Wesoła, Ławki:
- BIOLIK Krzysztof Jan
- BULA Artur Marek
- KRUTYSZA Maria Barbara
- MIKUŁA Marek Piotr
- WIELKOPOLAN Mariusz Piotr
- ZAZAKOWNY Antoni Paweł

| Ugrupowanie                                   | 2002-2006 | 2006-2010 | 2010-2014 | 2014-2018 | 2018-2024                 | 2024-                     |
| --------------------------------------------- | --------- | --------- | --------- | --------- | ------------------------- | ------------------------- |
| Sojusz Lewicy Demokratycznej                  | 9         | 6 (LiD)   | –         | –         | –                         | -                         |
| Mysłowice 2002 Plus Mysłowice 2010 Plus       | 7         | –         | 1         | –         | –                         | -                         |
| Mysłowickie Porozumienie Samorządowe          | 6         | 4         | 6         | 10        | 3                         | -                         |
| Liga Polskich Rodzin                          | 1         | –         | –         | –         | –                         | -                         |
| Platforma Obywatelska                         | –         | 5         | 5         | 1         | 10 (Koalicja Obywatelska) | 10 (Koalicja Obywatelska) |
| Prawo i Sprawiedliwość                        | –         | 4         | 4         | 4         | 6                         | 5                         |
| Nowe Mysłowice                                | –         | 4         | 5         | –         | –                         | -                         |
| Ruch Autonomii Śląska                         | –         | –         | 2         | –         | –                         | -                         |
| Wspólnie dla Mysłowic                         | –         | –         | –         | 6         | –                         | -                         |
| My to My                                      | –         | –         | –         | 2         | –                         | -                         |
| KWW Dariusza Wójtowicza                       | –         | –         | –         | –         | 4                         | -                         |
| KWW Dariusza Wójtowicza-Wspólnie dla Mysłowic | –         | –         | –         | -         | –                         | 7                         |
| KWW Razem Dla Mysłowic                        | –         | –         | –         | -         | –                         | 1                         |

### Współpraca międzynarodowa
Lista jednostek administracyjnych, z którymi władze Mysłowic podpisały porozumienie o współpracy:
- Frýdek-Místek  Czechy od 2 grudnia 2004[56]
- powiat Enz  Niemcy (niem. Enzkreis) od 18 kwietnia 1996[57]
- Sokola Góra  Rosja od marca 1998 do 24 lutego 2022[58][59]

## Sport

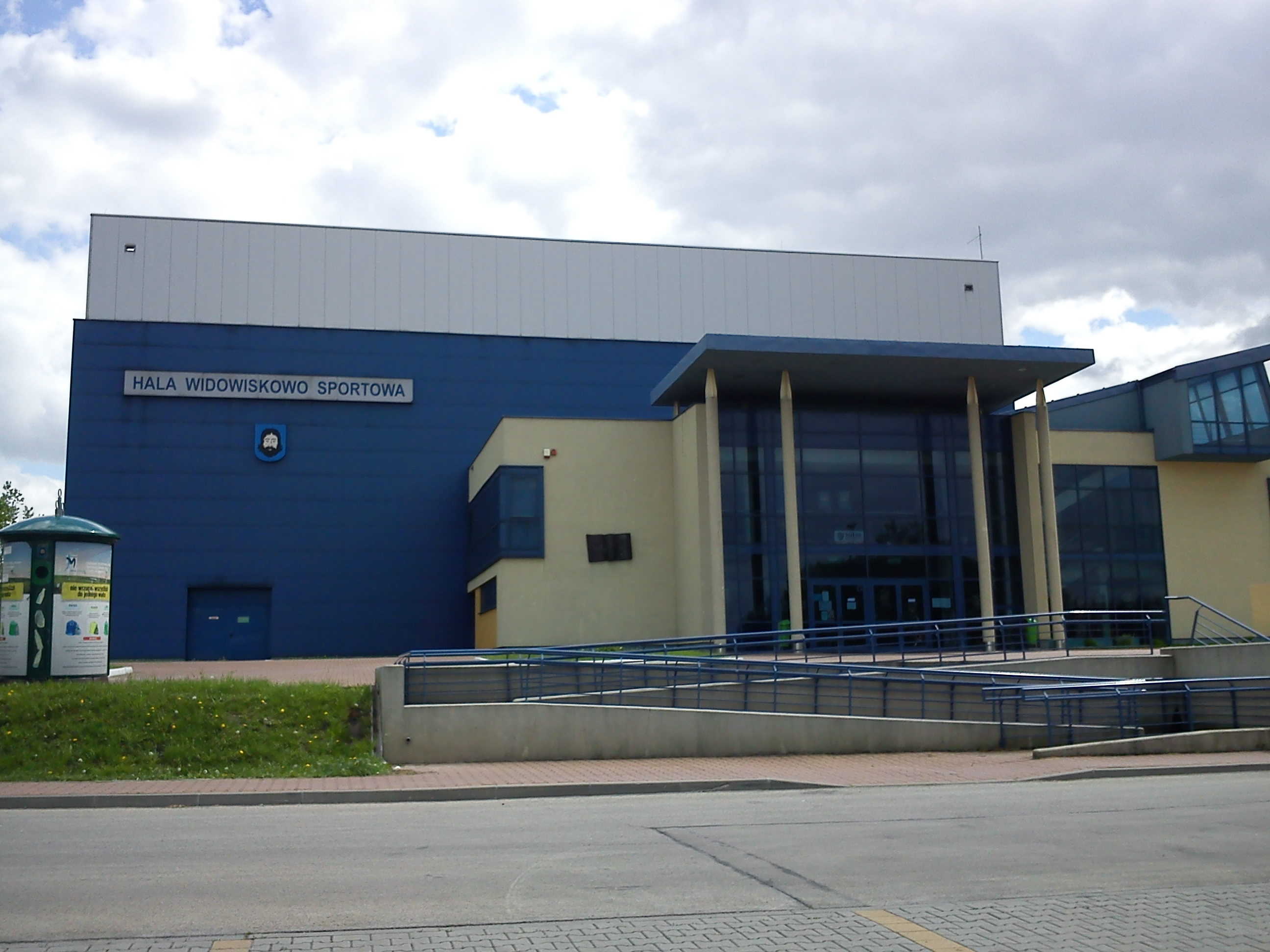
Miejski Ośrodek Sportu i Rekreacji w Mysłowicach

Jedna z pierwszych organizacji sportowych powstała w Mysłowicach już w 1903. Był to oddział Polskiego Towarzystwa Gimnastycznego „Sokół” – Towarzystwo Gimnastyczne „Sokół” w Mysłowicach założone przez młodzież zainteresowaną sportem z Mysłowic, Brzezinki i Kosztów, które funkcjonowało do 21 maja 1905 r. Działalność wznowiono 21 lutego 1919 r. Organizacja liczyła wówczas 80 osób w tym 30 kobiet. Prezesem organizacji w 1937 r. był Józef Gondzik, sekretarzem Walter Kozak, skarbnikiem Karol Mucha, a naczelnikiem Wilhelm Drzymała.
W latach 2008 do 2010 przebudowano stadion Górnika 09 Mysłowice. Remont objął murawę oraz trybunę, która została wybudowana od podstaw.

### Kluby sportowe
- Unia Kosztowy – klub piłkarski grający w lidze okręgowej,
- Górnik 09 Mysłowice – klub piłkarski grający w lidze okręgowej,
- Górnik Wesoła – klub piłkarski grający w B klasie,
- Lechia 06 Mysłowice – klub piłkarski grający w B-klasie,
- Jango Mysłowice – obecnie Jango Katowice,
- Silesia Volley Mysłowice – kobiecy zespół siatkarski (I liga siatkarska kobiet)
- MOSiR Mysłowice – sekcja judo od 2000 – sekcja rozwiązana w 2010 przez Radę miasta ze względu na cięcia budżetowe.
- MUKS „Siódemka” Mysłowice – klub piłki ręcznej
- Lechia Volleyball Mysłowice – założony w roku 2017 zespół siatkarski prowadzący sekcje dziewcząt i chłopców